# Niphona belligerans
Niphona belligerans là một loài bọ cánh cứng trong họ Cerambycidae.